# Hildegard Wustmans
Hildegard Maria Wustmans (* 1963 in Kevelaer) ist eine deutsche Pastoraltheologin. 
Wustmans studierte von 1984 bis 1991 Katholische Theologie in Würzburg und São Paulo. Von 1993 bis 2001 war sie Wissenschaftliche Mitarbeiterin im Oswald-von-Nell-Breuning-Haus in Herzogenrath. 2000 promovierte sie an der Universität Würzburg bei Elmar Klinger zur Dr. theol. Von 2001 bis 2009 arbeitete sie im Bistum Limburg. 2006 habilitierte sie sich bei Rainer Bucher an der Universität Graz. 
Von Oktober 2009 bis November 2017 war sie Professorin für Pastoraltheologie an der Katholischen Privatuniversität Linz.  
Zum 1. Dezember 2017 kehrte sie als Dezernentin des Dezernates Pastorale Dienste in das Bistum Limburg zurück. Zum 1. Februar 2025 übertrug ihr Bischof Georg Bätzing das zum 1. Januar 2023 im Bistum Limburg neu geschaffene Amt der „Bischöflichen Bevollmächtigten“. Der oder die Bischöfliche Bevollmächtigte nimmt die Aufgabe der Leitung des Bischöflichen Ordinariates gemeinsam mit dem Generalvikar wahr, soweit die Aufgabe nicht zwingend die Priesterweihe voraussetzt.